# 虞臣
虞臣（1442年—1520年），字元凱，南直隸蘇州府崑山縣人，民籍，明朝政治人物，進士出身。

## 生平
早年出身國子生，成化七年（1471年）辛卯科應天鄉試第十九名舉人，成化十四年（1478年）中式戊戌科會試第八十五名，二甲第六十二名進士。授兵部车驾司主事，奉命安置来降夷人于广西，累官兵部员外郎、职方司郎中，弘治元年戊申告归养病，起除武库郎中，以父忧去官，服阕，复除职方，又调车驾。弘治十年（1497年）二月升四川布政使司右參議。在蜀二年，即上章乞致仕。正德改元，以恩进阶中顺大夫。正德十五年庚辰卒，距其生正统七年壬戌（1442年），享年七十有九。

## 家族
曾祖虞茂，贈通政使司左參議。祖父虞祥，兵部右侍郎。父虞震。母周氏，继母陳氏。具慶下。娶葉氏。